# マルティン・ヒンターエッガー
マルティン・ヒンターエッガー（Martin Hinteregger、1992年9月7日 - ）は、オーストリア・ケルンテン州フェルトキルヒェン・イン・ケルンテン出身の元プロサッカー選手。元オーストリア代表。現役時代のポジションは、ディフェンダー。

## クラブ歴

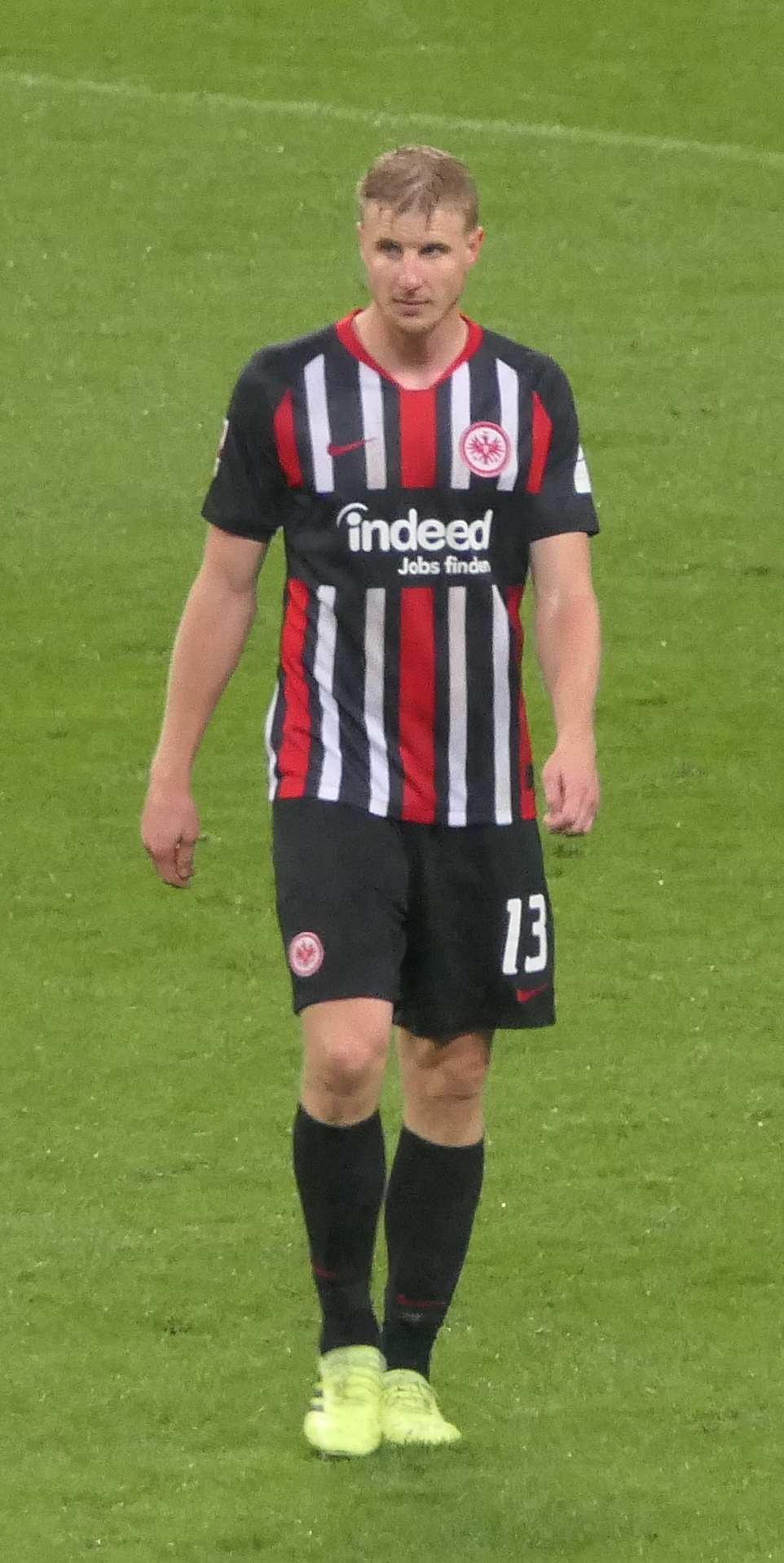
フランクフルトでプレーするヒンターエッガー（2019年）

2016年8月、FCアウクスブルクに2年契約で加入。
基本センターバックを本職とするが、チーム事情によってはサイドバックとしても試合に出場している。
2018-19シーズンも引き続きレギュラーとしてプレーしていたものの、チームの不振も重なり、マヌエル・バウム監督の采配を批判したことで罰金処分ならびにトップチームから外され確執が表面化した。
2019年2月1日、アイントラハト・フランクフルトへシーズン終了までのレンタル移籍した。
2019年8月1日、アイントラハト・フランクフルトへ完全移籍し、2024年までの5年契約を結んだ。
2022年6月、現役引退を発表した。

## 代表歴
各年代でオーストリア代表に選出されている。2013年11月、アメリカ代表との親善試合でA代表初出場を果たした。

## タイトル

### クラブ
レッドブル・ザルツブルク
- オーストリア・ブンデスリーガ（4回）:  2011-12, 2013-14, 2014-15, 2015-16
- オーストリア・カップ（4回）:  2011-12, 2013-14, 2014-15, 2015-16

アイントラハト・フランクフルト
- UEFAヨーロッパリーグ : 2021-22